# Peter V. von Rosenberg
Peter V. von Rosenberg (auch Peter V. von Rosenberg der Hinkende tschechisch Petr V. z Rožmberka auch Petr Kulhavý; * 17. Dezember 1489; † 6. November 1545) war ein Adeliger aus dem Geschlecht der Rosenberger.

## Leben
Seine Eltern waren Wok II. von Rosenberg und Margarete von Guttenstein (Markéta z Gutenštejna). Peter war der drittälteste unter den Brüdern Johann, Jost und Heinrich. Nach dem Tod seines Vaters 1505 wurde er von dessen Bruder Peter IV. von Rosenberg, der die Vormundschaft über Woks unmündige Kinder innehatte, zum Studium in das bayerische Wolfratshausen geschickt.
Nach dem Tod seines Bruders Jost 1539 wurde Peter Regent der Familie Rosenberg. Nachfolgend kam es mit Josts Witwe Anna von Roggendorf zu Auseinandersetzungen. Sie ließ sich ihren Anteil auszahlen, verließ ihre Kinder und siedelte nach Österreich um. Die Erziehung der Kinder übernahm Anna von Rosenberg und Neuhaus (Anna Rožmberská z Hradce), die verwitwete Tochter von Peters Bruder Jost III. von Rosenberg.
1540 erließ Peter für seine Untertanen eine Richtlinie, die 85 Punkte umfasste und mit der er rechtliche, verwaltungstechnische, wirtschaftliche und finanzielle Angelegenheiten regelte. Nachdem 1541 die Landtafeln in der Prager Burg verbrannt waren, wurden neue Register erstellt. Sie wurden von der Landesversammlung am 5. Dezember 1541 angenommen und am 24. Dezember d. J. ratifiziert. Zu den Mitunterzeichnern gehörte auch Peter V. von Rosenberg. 1544 erwarb Peter ein Areal auf der Prager Burg, auf dem er mit dem Bau eines repräsentativen Palais (Rosenberg-Palais) begann, das von seinem Neffen und Nachfolger Wilhelm von Rosenberg vollendet wurde.
Peter starb unverheiratet und ohne Nachkommen. In seinem Testament bestimmte er als Erben die Söhne seines Bruders Jost Wilhelm und Peter Wok von Rosenberg. Da beide und weitere Geschwister noch nicht volljährig waren, bestimmte Jost drei Vormünder. Es waren Albrecht von Guttenstein (Albrecht z Gutštejna), Hieronymus Schlick und Ulrich Holicky von Sternberg (Oldřich Holický ze Šternberka). Sie trafen sich nach Peters Tod 1545 am 28. Januar 1546 in Krumau, erfassten das gesamte Vermögen der Rosenberger und bestimmten Peter von Doudleb (Petr Doudlebský z Doudleb) zum Statthalter. Während ihrer Abwesenheit leitete er mit vier weiteren Adeligen die Geschicke der Familie. In der Funktion des Kanzlers verblieb Wenzel Albin von Helfenburg. Während der Verwaltung durch die Bevollmächtigten erhielten die Rosenberger vom Passauer Bischof Wolfgang von Salm die österreichische Herrschaft Haslach als Lehen.